# Art Saaf
Arthur „Art” Saaf (New York, 1921. december 4. – 2007. április 21.) amerikai képregényrajzoló.

## Életpályája
Arthur Saaf az 1940-es évektől egészen az 1980-as évekig számos amerikai képregénykiadónak dolgozott, elsősorban azok romantikus kiadványain. Illusztrátori, rajzolói pályáját különböző ügynökségeken keresztül, mint például a McFadden Publishing, kezdte 1938-ban. 1941 és 1942 között a Pratt Intézet hallgatója volt, majd később a School of Arts and Mechanics és az Art Students League of New York tanfolyamain is részt vett. A második világháború évei alatt elsősorban a Quality Comics és a Fiction House kiadványain dolgozott, többek között azok Kaanga, Commando Ranger, Captain Wings, Clipper Kirk, Phantom Falcons és Sheena nevű szereplőinek történetein, valamint a Wings Comics és a Jumbo Comics című füzetek borítóin. A háború után Saaf a Timely Comics, a Better Publications (Adventures into Darkness, Joe Yank, Kathy stb.), a National Publications (Angel and the Ape, Lois Lane, Mad Mod Witch) és az Archie Comics kiadványain dolgozott.
1954-ben elhagyta a képregényipart, hogy a televíziózás területén dolgozzon. A Kudner Agency alkalmazottjaként storyboardokat készített, majd az 1950-es évektől szabadúszóként dolgozott tovább. Az 1960-as évek végén Saaf visszatért a képregényiparba. Humoros, háborús, horror és romantikus kiadványokban közreműködött, jelentős munkát végzett a National Publications Superboy, The Unexpected, Young Romance, valamint a Gold Key Comics Believe It or Not és Boris Karloff Tales of Mystery című füzetein. Saaf az 1970-es években vonult vissza, de rendszeres illusztrátora maradt a Highlights for Children magazinnak.
Arthur Saaf 2007. április 21-én hunyt el, Parkinson-kórban szenvedett.